# HyperBlade
HyperBlade é um jogo de ação / simulador de esporte produzido pela  (falida) WizBang! Software Productions e publicado pela ActiVision em 1997 para o sistema operacional Microsoft Windows 95.

## Enredo e regras do jogo

### Introdução
HyperBlade é um jogo de ação rápida que simula um esporte fictício  (também chamado de HyperBlade) que combina elementos do hóquei, do lacrosse e pugilismo em um ambiente futurista (no ano de 2065).
O objetivo do jogo é simples: marcar mais pontos do que o time adversário.
Durante a partida, duas equipes competem pela possessão de um Rok, uma pequena e pesada "bola" de metal que deve ser atirada dentro do gol da equipe adversária. Cada time é composto de cinco jogadores: um goleiro, dois jogadores de linha titulares e dois jogadores de linha substitutos.
As equipes competem em uma arena especialmente construída para o HyperBlade, chamada de drome. A arena é um grande hemisfério côncavo, com aproximadamente 67 metros de comprimento, 41 metros de largura e 21 metros de profundiade. A arena contém vários elementos que alteram o andamento do jogo: alguns são armas, outros são obstáculos e outros são artefatos que melhoram o estado de saúde do jogador.
Todos os jogadores vestem uma armadura confeccionada com materias especiais (fictícios) e carregam um taco especial, chamado de jak,  que possibilita aos jogadores carregarem o rok. O jak também é uma afiada lâmina, que pode ser usada como arma.
Os jogadores calçam patins idênticos aos usados no hóquei.

### Duração do jogo
Cada partida de HyperBlade tem três períodos que podem durar cinco, três ou sete minutos, conforme a opção do jogador. A partida começa com os jogadores entrando na arena e se alinhando em frente ao startgun, que surge do solo e atira o rok para uma direção aleatória.
As equipes então lutam pela possessão do rok. A cada gol o cronômetro do jogo é interrompido e os jogadores retornam às suas posições iniciais. O startgun atira o rok e o jogo continua.

### Pontuando
Cada vez que o rok é atirado para dentro do gol vale um ponto. Porém, alguns dromes possuem multiplicadores que aumentam o valor do próximo gol quando manobrados. Um gol marcado com um rok multiplicado vale dois ou quatro pontos, dependendo da quantidade de vezes que os jogadores manobraram o multiplicador.
Se a equipe adversário multiplicou o rok, o jogador deve tomá-lo do adversário e remanobrar o multiplicador para anular a vantagem.
Algumas vezes os polos aleatorizadores também multiplicam o rok.
Marcar um gol com a cabeça de um adversário vale quatro pontos.

### Brutalidade
Em 2065 a tecnologia tem condições de reparar ferimentos que antes eram considerados fatais, substituindo partes do corpos por componentes eletromecânicos.
Assim sendo, em HyperBlade a violência não só é permitida como é também incentivada. É comum ver jogadores serem eletrocutados, sofrerem fraturas e traumatismos cranianos, serem partidos ao meio por laseres ou terem suas cabeças decapitadas.
O jogo pode ser vencido pele regra WO: exterminar todos os jogadores adversários antes de fim do período.
Jogadores feridos ficam indisponíveis até o término do tempo corrente, ao passo que jogadores mortos (decapitados, eletrocutados ou bipartidos) ficam indisponíveis até o fim da temporada.

### Fim de jogo
Normalmente o períido acaba com fim do tempo (5 minutos por padrão), e a partida acaba com o final do terceiro período). O jogo pode acabar antes pela regra WO.

### Vencendo a partida
Vence a partida quem marcar mais pontos no final do terceiro período, ou pela regra de WO.

### Substituições
Jogadores de linha podem ser substituídos a qualquer tempo, quantas vezes o jogador achar necessário.

### As equipes
Em HyperBlade existem 12 equipes regulares e 2 equipes adicionais,  que realizam uma breve participação no final do campeonato. Das doze equipes regulares seis são de cidades dos Estados Unidos,  enquanto as outras seis estão localizadas em diversas outras cidades do mundo.
Cada equipe conta com cinco jogadores: dois titulares de linha, dois substitutos de linha e um goleiro. Goleiros não estão sujeitos a ataques, por isso nunca são substituídos.
A fórmula básica da equipe é um jogador leve, rápido e ágil, que atua como atacante e outro, pesado e resistente, que atua como defensor. Goleiros costumam ser mais pesados e mais inteligentes que os jogadores de linha.

## Objetos do jogo

### Rok
O rok é um poliedro que serve de bola, composta por polímeros e preenchida com um metal extremamente denso (não descrito no jogo) para prevenir que o rok pingue. Um rok bem manuseado pode atingir velocidades superiores a 160 quilômetros horários.

### Startgun
O startgun está localizado no centro do drome. Ele se eleva do assoalho no início do período e dispara o rok em uma direção aleatória, e então se recolhe para o assoalho novamente.

### Rampa
Permite aos jogadores cruzarem grandes distância e fugirem dos jogadores adversários.

### Turnstile
Um poste rotatório com afiadas lâminas nas extremidades. Causam grande danos aos jogadores incautos, inclusive decapitando-os.

### Barreira
Um bloco de concreto armado. Colidir com uma barreira não causa dano físico, mas é muito inconveniente.

### Barreira de laser
Uma barreira de laser cirúrgico, que pode partir um jogador ao meio, se este já estiver ferido. Jogadores saudáveis não serão mortos, mas sofrerão grandes danos.

### Multiplicador
Multiplica por 2 ou por 4 os pontos do próximo gol. Se um jogador patinar por um multiplicador girando será derrubado, mas não sofrerá nenhum dano.

### Carregador de killball
O rok pode ser eletrificado. Quando isso acontece sua geometria e suas cores mudam, e ele passa a se chamar killball. Para carregá-lo basta patinar por dentro do carregador de killball. Depois o rok pode ser disparado contra um jogador adversário, eletrocutando-o.

### Armário
O armário oforece elementos ofensivos: a mina e o swarf.

### Mina
Um elemento explosivo. É detonado por aproximação, causando grande dano. Se não for acionando por aproximação, a mina explode após 10 segundos de ter sido plantada. A mina é o único elemento que pode atrasar um goleiro.

### Swarf
Um projétil que derruba jogadores adversários, mas não causa danos físicos. Goleiros não podem ser atacados pelo swarf.

### Polos aleatorizadores
São pequenas bandeiras que ativam algum prêmio quando são manobradas:
- Tiro longo: aumenta a velocidade do disparo do rok. Dura um único disparo.
- Imunidade: torna o jogador imune a danos por um curto período de tempo.
- Tune: toca o bordão da equipe.
- Atraso: retarda os jogadores adversários por um curto período de tempo.
- Cura: a condição de saúde do indivíduo será melhorada.
- Multiplicador: são como os multiplicadores de pista.

## Equipes de HyperBlade
HyperBlade possuí 12 equipes regulares e 2 equipes especiais. Cada equipe possuí seu próprio uniforme, drome, hino e patrocinador.
- Equipes regulares:
  - Chicago Machine
  - Houston Lone Stars
  - Las Vegas Black Jack
  - Leeds Knights
  - Los Angeles Shock Wave
  - Moscow T-34s
  - Munich Sturmnacht
  - New York Glory
  - Seattle Fury
  - Tokyo Ronin
  - Toronto Crusade
  - Warsaw Ambush

- Equipes especiais:
  - BLAM! Nemesis
  - Jamaica DredNoks